# Лоджиг
Лоджиг (рум. Logig) — село у повіті Муреш в Румунії. Входить до складу комуни Лунка.
Село розташоване на відстані 296 км на північний захід від Бухареста, 37 км на північ від Тиргу-Муреша, 74 км на схід від Клуж-Напоки.

## Населення
За даними перепису населення 2002 року у селі проживали 466 осіб.
Національний склад населення села:
| Національність | Кількість осіб | Відсоток |
| -------------- | -------------- | -------- |
| румуни         | 372            | 79,8%    |
| угорці         | 57             | 12,2%    |
| німці          | 37             | 7,9%     |

Рідною мовою назвали:
| Мова      | Кількість осіб | Відсоток |
| --------- | -------------- | -------- |
| румунська | 374            | 80,3%    |
| угорська  | 56             | 12,0%    |
| німецька  | 36             | 7,7%     |